# Ocotea cryptocarpa
Ocotea cryptocarpa är en lagerväxtart som beskrevs av Baitello. Ocotea cryptocarpa ingår i släktet Ocotea och familjen lagerväxter. Inga underarter finns listade i Catalogue of Life.